# Заводское (аэропорт)
Аэропорт Заводское — аэропорт местных воздушных линий города Симферополь в Крыму. Расположен в Симферопольском районе на юго-западной окраине города у границы промышленной зоны, возле крупного отстойника железнодорожных товарных вагонов на линии Симферополь-Севастополь и железнодорожной станции Чистенькая. До 1960-х — военный аэродром «Бор-Чокрак».
Аэропорт Заводское — собственность Крымского государственного авиационного предприятия «Универсал-Авиа». Предприятие имеет сертификат эксплуатанта для осуществления коммерческих воздушных перевозок.
Аэродром класса Д. Светосигнальное оборудование — «Луч-2». Аэродром способен принимать самолёты 4 класса (Л-410, Ан-2 и им подобные) и вертолёты всех типов. В настоящее время используется преимущественно санитарной, спортивной и частной авиацией. Аэропорт «Заводское» планируется использовать как базу для служебной авиации МВД и МЧС РФ. Здесь проходят тренировочные сборы авиации МЧС, ФСБ и Министерства обороны РФ.
Вблизи города имеется также международный аэропорт Симферополь.

## История и перспективы
Аэродром создан в 1915—1916 годах для испытаний самолётов, выпускаемых симферопольским филиалом завода аэропланов Анатра, поэтому аэродром находился непосредственно возле территории завода. В 1931 году здесь создана первая в СССР школа гражданских лётчиков.
После Великой Отечественной войны аэропорт был перенесён южнее и значительно расширен. В послевоенное время здесь базировалась военная авиация противовоздушной обороны (двухмоторные реактивные бомбардировщики и одномоторные реактивные истребители) — истребительный авиаполк ВВС Таврического военного округа, от которого сохранилась трофейное немецкое металлическое покрытие взлётно-посадочной полосы, уложенное здесь перед Ялтинской конференцией. С постановкой на боевое дежурство зенитно-ракетных систем отпала необходимость в боевом дежурстве большого количества самолётов-перехватчиков, на аэродроме был создан аэропорт местных авиалиний Заводское, при этом оставаясь запасным военным аэродромом в условиях чрезвычайного или военного положения. Аэропорт работал с Ил-14, Ан-2, Ми-4, затем Ми-8.
Нынешнее место, с точки зрения аэронавтики, уникально. Аэропорт расположен в естественной аэродинамической трубе, образованной двумя грядами Крымских гор, что создаёт благоприятную розу ветров и скорость ветра, особо важную для лёгкой авиации и СЛА.
На территории аэропорта расположен аэроклуб имени Амет-хана Султана, основанный в 1931 году (Симферопольский авиационно-спортивный клуб ДОСААФ). В аэроклубе, который Амет-хан Султан окончил в 1938 году, создан музей. Проводится подготовка спортсменов первоначального обучения на студенческих парашютах—"крыло" на принудительное раскрытие, подготовка спортсменов по программе AFF, прыжки для спортсменов с высоты 4200 метров. В советское время клуб ежегодно выпускал триста десантников, подготовленных для службы в войсках спецназначения, и 30—40 лётчиков готовых поступать в военные училища и работать в гражданской авиации.
Планировалось, что в 2016 году в Заводском будет создан лицензированный и сертифицированный Авиатехнический спортивный центр по подготовке пилотов легкомоторной авиации и дельтапланеристов.
Проектом территориального планирования Крыма предлагается аэродромы объединить в единую сеть аэродромов местных воздушных линий гражданской авиации, которая будет обслуживать внутренние рейсы и свяжет полуостров авиасообщением с городами материковой России. Аэродромы будут предоставлять, также услуги бизнес-авиации и малой авиации. Основными мероприятиями в области развития воздушного транспорта предлагаются реконструкция существующей и строительство недостающей инфраструктуры заброшенных аэродромов, превратив их в аэропорты местных воздушных линий.

## Крымское государственное авиационное предприятие «Универсал-Авиа»
Предприятие основано 3 марта 1941 года как авиационное предприятие для выполнения специальных видов авиационных работ. За последующие годы предприятие постоянно развивалось и превратилось в ведущее предприятие по эксплуатации вертолётной техники на Украине. Всю лётно — техническую эксплуатацию авиационной техники предприятие осуществляет самостоятельно. Кроме того, авиационно-техническая база сертифицирована для технического обслуживания вертолётов типа Ми-14 по всем видам регламентных работ. Численность персонала — 250 человек. Собственный парк представлен вертолётами типа Ми-8 в модификациях Т, П и МТВ-1. Адрес: г. Симферополь, ул. Аэрофлотская,5.
Неоднократно совершались попытки рейдерского захвата предприятия. Несмотря на то, что предприятие находится в экологически неблагоприятном промышленном районе города, земли аэродрома имеют большую стоимость. Проведённая в 2002 году экологическая экспертиза запретила застройку аэродрома по причине прохождения воздушных масс через аэродром, находящийся на дне наиболее узкой части межгрядовой долины — как морских бризов, распространяющихся в глубь побережья, так и сезонных северо-восточных и юго-западных ветров, которые выносят загрязнённый воздух из Симферополя, дают прохладу в жаркие дни. Постройка зданий на пути воздушных масс прекратит естественный механизм очистки воздуха большого города, запертого между грядами Крымских гор.

### Положение с 2014 года
Несмотря на серьёзную экологическую угрозу для Симферополя, власти Крыма пытались застроить территорию аэропорта Заводское в Симферополе. Мэр Симферополя заявил об использовании территории аэропорта под коттеджное строительство. Первые попытки застроить аэродром относятся к началу 2000-х.
Земельный участок «Заводского» до аннексии Крыма Россией находился в постоянном пользовании крымского государственного предприятия «Универсал-авиа» для размещения аэродрома и объектов для его обслуживания — согласно госактам 1998 года это два участка площадью 140,7 га и 2,24 га. В 2014 году земельный участок стал госсобственностью Республики Крым. За созданным ГУП РК «Универсал-авиа» на праве хозяйственного ведения закреплено имущество, находившееся на балансе украинского предприятия «Универсал-авиа». Территория аэропорта относилась, до момента аннексии Крыма РФ, к землям запаса Перовского сельсовета, после чего территория стала де-факто принадлежать Республике Крым, как участок в границах поселения Перово Симферопольского района. Согласно Статьи 7 Воздушного кодекса Российской Федерации" «Аэродромы, находящиеся в государственной или муниципальной собственности, не могут быть отчуждены в собственность физических лиц, юридических лиц.»
Аэродром принадлежит ГУП «Универсал-Авиа» и представляет собой территорию совместного базирования государственного унитарного предприятия «Универсал-Авиа» (это и есть аэропорт Заводское) и РОО "Авиаспортклуб «Крым», которое обосновалось здесь в 2013 году. "Авиаспортклуб «Крым» — активно действующая организация, количество членов которой насчитывает на 2017 год около полутора тысяч. В год на базе аэродрома выполняется 2,5—3 тысячи прыжков с парашютом.
В декабре 2014 года аэроклуб в аэропорту Заводское был захвачен рейдерами. Аэроклуб был разграблен захватчиками:
За три года с территории клуба исчезли автопарк, заправщики, маслозаправщики, санитарные машины. Запчасти расхищены. За это время нужно было как-то самолёты обслуживать. Но так как авиаспециалисты были выкинуты за территорию — никто ничего не обслуживал. Это теперь железо. Все разграблено
В марте 2015 года было ликвидировано Государственное предприятие «Универсал-Авиа» и создано Государственное унитарное предприятие Республики Крым «Универсал-Авиа». ГУП РК «Универсал-Авиа» относится к ведению Министерства транспорта Республики Крым.
C 2014 года государственное предприятие убыточно. До аннексии Крыма Россией предприятие успешно работало на международном рынке, вследствие произошедших событий предприятие понесло убытки, в частности, не удалось вернуть вертолёты, работавшие в Танзании.
В апреле 2017 года в СМИ была опубликована копия протокола совещания Совета министров Республики Крым, симферопольских чиновников и одного единственного застройщика — строительной компании «Консоль — Строй ЛТД». Вёл совещание зампредседателя Совмина Крыма Виталий Нахлупин. По итогу совещания Министерство транспорта Крыма получило распоряжение предоставить Нахлупину согласие на "прекращение права пользования ГУП «Универсал-Авиа» земельным участком под аэропортом. Сам ГУП «Универсал-Авиа» тоже должен будет письменно отказаться от своих прав на участок. Кроме того, по итогам совещания решено провести встречу с ООО «Консоль — Строй ЛТД» и ООО "Проектный институт «Геоплан», чтобы определить вид разрешённого использования этого участка под жилой массив. Чиновников и проектировщиков не смущают результаты проведённой в 2002 году экологической экспертизы, запретившей какое либо строительство на территории аэропорта, являющегося частью естественного процесса очистки воздуха Симферополя от смога.
В 2017 году разработан проект генерального плана Перовского сельского поселения, который проходит через согласования и публичные слушания. Проект предусматривает включение территории аэродрома в границы Перово и размещение на ней многоэтажных жилых домов с объектами коммерческо-делового и спортивного назначения. По поручению главы РК Сергея Аксёнова разработана схема размещения объектов в Симферополе, которые целесообразно вынести за его пределы.. На проведённых общественных слушаниях в Перово жители выступили против застройки аэродрома.
В апреле 2019 во время проведения Ялтинского международного экономического форума стало известно об очередной попытке застроить аэродром. Назначенный, вместо арестованного Виталия Нахлупина, зампредседателем Совмина Крыма Евгений Константинович Кабанов заявил, что власти Крыма планируют застроить 200 гектар территории аэродрома. В июне 2019 года застройщик Евгений Кабанов представил концепцию застройки аэродрома жилой застройкой на 18 тысяч квартир.
Тренер сборной РФ по планерному спорту Людмила Зеленина обвинила власти Крыма в саботаже федеральных программ и в целенаправленном уничтожении государственного имущества:
Это запасной военный аэродром, средство эвакуации людей в случае ЧП. Это разрешенное воздушное пространство над ним, средства связи, готовые ВПП, где может сесть и взлететь самолёт или вертолет. Почему за три года в Крыму не создана санитарная авиация? Постоянно гибнут люди в ДТП — там, куда скорая едет часами из-за пробок. Есть вертолеты, которые могут быстро долететь до отдаленных пунктов и забрать пострадавшего. В советское время у нас была санавиация, почему её сейчас нет? Что мешало руководству республики организовать это? Вкладываются огромные деньги в центральный аэропорт, но о людях, которые находятся здесь в Симферополе никто не думает
В РОО "Авиаспортклуб «Крым» очень скептически относятся к обещаниям чиновников перебазировать их в международный аэропорт Симферополь в случае застройки лётного поля:
У нас здесь находятся парашютисты и авиамоделисты, — комментирует такой чиновничий выход из ситуации директор РОО "Авиаспортклуб «Крым» Александр Судаков. — Представьте: ребёнок из клуба запускает модель самолёта. Что, ради этого мы остановим движение аэропорта? Или когда наши парашютисты будут прыгать, то весь центральный аэропорт будет стоять?
В случае уничтожения аэродрома других земель для малой авиации на полуострове нет:
Вот это горы — здесь мы не сможем сделать взлётную полосу, ведь для этого нам необходим хотя бы один километр, — водит пальцем по карте директор клуба. — Это заповедники — тоже закрытая для нас территория. Ещё есть зоны аэропортов — «Центральный» в Симферополе, «Бельбек», «Кача» и «Саки». А это означает, что в радиусе 30 километров от их взлётных полос ничего нельзя делать. И где в таком случае расположиться нам?
Власти Крыма предприятие планируют приватизировать, включив в план приватизации госимущества на 2020 год. Коллектив предприятия в 2019 году — около 150 человек. Существует большой интерес различных групп к застройке территории в 200 гектаров, которую эксплуатирует авиационное предприятие «Универсал-Авиа».
В июле 2020 года сотрудники ГУП Республики Крым «Универсал-Авиа» обратились в СМИ и контролирующие органы с просьбой разобраться в происходящем на предприятии: в 2019 году руководителем предприятия был назначен человек, ввергший предприятие в тяжёлое финансовое положение. Коллектив считает, что действия руководства преднамеренно направлены на ликвидацию самого предприятия.. После выхода в СМИ материалов о ситуации на предприятии местная прокуратура провела проверку по этим фактам, и по которым директору ГУП были предъявлены определённые требования, после которых задолженности по зарплатам и индексациям выплачены, контракты на лётные работы были заключены.
В конце августа 2020 года местным СМИ стало известно, что согласно решению 85 сессии 1 созыва Симферопольского районного совета Республики Крым от 6 декабря 2018 года земельный участок аэропорта Заводское был отведён под зоны застройки жилыми домами, зоны зелёных насаждений общего пользования, зоны для занятий физкультурой и спортом, зоны коммерческо-делового и общественного назначения, зоны размещения объектов железнодорожного транспорта. В этот же день 6 декабря 2018 года министерства имущества Крыма по договору безвозмездного пользования передало участок аэропорта госучреждению Крыма «Главное управление капитального строительства» для строительства трёх детсадов. Местным СМИ также стало известно, что на имя директора «Универсал-Авиа» поступил запрос о предоставлении допуска на территорию для работ по инженерным изысканиям от замдиректора ООО «Монолит проект», входящей в группу стройкомпаний «Монолит», аффилируемой с главой Крыма Сергеем Аксёновым. Планами крымских властей предполагается построить жилые многоэтажные дома на 18 тысяч квартир, что обеспечит жильём 37 тысяч человек. Сдача в эксплуатацию станции когенерации тепловой и электроэнергии для микрорайона намечена на 2024 год.
Крымские власти пытаясь ликвидировать и застроить аэродром столкнулись с проблемой размещения санитарной авиации Крыма. Стратегией главы Крыма планируется разместить вертолёты на территории симферопольских больниц без необходимого обслуживания и соблюдения противопожарной безопасности. В 2016 году в Воздушный кодекс РФ был введён запрет на отчуждение в собственность физических и юридических лиц аэродромов, находящихся в государственной или муниципальной собственности, но крымским властям удалось обойти этот закон. Глава Крыма Сергей Аксёнов активно лоббирует застройку аэропорта так как является одним из выгодоприобретателей застройки этого земельного участка. Сумма переезда предприятия ГУП РК «Универсал-Авиа» на другую площадку, создание инфраструктуры составляет примерно 300 млн рублей, которые власти Крыма предприятию не предоставляют. Из-за введения международных санкций против Крыма эта площадка не сможет получить четырёхбуквенный указатель (индекс) местоположения аэродрома Международной организации гражданской авиации, и не будет общепризнным аэродромом каким является аэропорт «Заводской». Аэроклуб руководство Крыма также выгоняет на 35 гектаров в чистое поле.
23 февраля 2021 года был совершён рейдерский захват аэродромного поля — неизвестные разрушили бетонный забор и завезли на лётное поле строительные материалы. Легитимизация незаконного  строительства на территории действующего аэродрома «Заводское» произошла только 26 августа 2021 года, когда было опубликовано распоряжение главы региона Сергея Аксёнова о поручении единственному подрядчику — «Группе компаний «ДЭК Групп», государственного контракта на выполнение строительно-монтажных работ по строительству детского сада стоимостью 416 млн рублей на взлётно-посадочной полосе аэродрома. 
15 апреля 2021 разрушена полоса одна из двух металлических ВПП. 7 июля 2021 года заместитель Председателя Совета министров Республики Крым Евгений Кабанов признал, что уже ведётся активное строительство на территории действующего аэродрома. По указанию Председателя Совета министров Республики Крым Сергея Аксёнова поставлена задача с 2027—2028 года вводить в эксплуатацию порядка 2 миллионов квадратных метров жилья ежегодно.
В начале сентября 2022 года председатель Совета министров Республики Крым Юрий Гоцанюк заявил, что строительство детского сада на взлетнопосадочной полосе действующего аэродрома идут с отставанием от плана-графика.

## Услуги аэропорта
13 сентября 2017 года в Крыму возобновлено базирование и полёты санитарной авиации из аэропорта Заводское.
23 сентября 2017 года в аэропорту отметили столетний юбилей аэродрома.
4 ноября 2017 года для проведения срочной санитарной эвакуации троих из десяти пострадавших в крупной аварии для оказания нейрохирургической помощи в Симферополе, в Керчь вылетело два вертолёта МЧС. Из аэропорта Заводское пострадавшие были доставлены в больницу каретами скорой помощи.
На взлётно-посадочной полосе аэропорта (ВПП «Перемена») несколько раз в году проходят тренировочные сборы спецслужб РФ. Отработка парашютного и беспарашютного десантирования — парашютные прыжки и тренировочные спуски со спусковым устройством с вертолётов. Постоянно проходят тренировки сборной министерства обороны России по парашютному спорту.

### Авиапарк Универсал-Авиа
Предприятие имеет сертификат эксплуатанта. Одна единица техники выработала свой ресурс. Ремонт авиатехники производится в собственных мастерских профессиональными специалистами.
В авиапарке предприятия находится исправных:
- Ми-8 — 11 машин
- Ми-2 — 28 машин
- Ан-2 — 7 машин

### Виды работ и услуги
- 20 ноября 1958 года была открыта первая в СССР регулярная туристическая вертолётная линия Симферополь — Ялта. Обслуживали линию вертолёты Ми-4П.
- До 1990-х годов аэропорт осуществлял регулярные авиаперевозки пассажиров и грузов по Крыму и в соседние области.
- С 1969 г. для вылетов на санитарные задания стали использовать вертолёты аэропорта Заводское[51].
- С 70-х годов полёты на морские буровые установки Азово-Черноморского шельфа[52].
- Более 20 крымских пилотов награждены орденами за участие в ликвидации Чернобыльской аварии[52].
- Патрулирование ЛЭП, нефте- и газопроводов[52].
- Участие в тушении лесных пожаров в Крыму и Испании[52].
- Строительно-монтажные вертолётные работы:
  - купол на симферопольскую церковь Трёх Святителей, купол и кресты на церковь в Алуште, кресты на Форосскую церковь[52].
  - монтаж высотных радиотелевизионных мачт[52].
  - 1992 при реконструкции Исторического музея устанавливали систему кондиционирования[52].
- Предприятие «Универсал- АВИА» выиграло тендер в 1997 году и получило лицензию на выполнение программ ООН[52].
- В 2019 году предприятие только обслуживает по контракту крымский «Черноморнефтегаз»[24] и выполняет задачи поиска и спасения в Южной зоне авиационно-космического поиска по заказу госкорпорации «Организация воздушного движения».

### Потери
- в Чечне — один экипаж, по миссии ООН
- в Абхазии — один экипаж, по миссии ООН[53]
- в Чёрном море — один экипаж, с работниками «Черноморнефтегаз»

## Санкции
25 июля 2014 года «Универсал-Авиа» включён в санкционный список стран Евросоюза так как «предприятие было передано вопреки законодательству Украины» и нарушения  суверенитета Украины.
24 июня 2021 года предприятие попало под санкции Украины как «украинское предприятие находящееся на территории АР Крым и перерегистрированное в соответствии с российским законодательством после аннексии Россией полуострова».
По аналогичным причинам предприятие находится под санкциями США, Великобритании, Канады, Швейцарии и Австралии.

## Аэроклуб имени Амет-хана Султана
В 1931 году в Симферополе была создана школа гражданских лётчиков, через год ставшая аэроклубом Общества содействия обороне, авиационному и химическому строительству (начальник — Харламов, начштаба — Балтин, инженер — Лосев). Помещения были на месте нынешнего Центрального рынка Симферополя, а в доме на ул. Пушкинской — планёрное звено.. Симферопольский авиационный спортивный клуб просуществовал до июня 1941 года. Перед Великой Отечественной войной аэроклуб подготовил тысячи лётчиков, планеристов, парашютистов. В 1943 году из выпускников Симферопольского авиационного спортивного клуба был сформирован отряд лётчиков-истребителей. Одиннадцать выпускников авиаклуба стали Героями Советского Союза. 19 марта 1946 года Симферопольский авиаспортклуб снова начал работу.
На территории аэроклуба установлены памятники В. Чкалову, Амет-хан Султану, самолёт Як-50. Памятник Чкалову был перенесён в 2016 году из села Новопавловка, где он был сброшен вандалами в реку. У входа в здание авиаклуба установлена мемориальная доска с фамилиями 11 его бывших воспитанников, удостоившихся впоследствии звания Героя Советского Союза.
- Амет-хан Султан, дважды Герой Советского Союза[8]
- Макаров, Валентин Николаевич, Герой Советского Союза[8]
- Расницов, Анатолий Михайлович, Герой Советского Союза[8]
- Грузевич, Бронислав Иванович, Герой Советского Союза[8]
- Вильямсон, Александр Александрович, Герой Советского Союза[8]
- Самохвалов, Николай Степанович, Герой Советского Союза[8]
- Решидов, Абдраим Измаилович, Герой Советского Союза[8]
- Шардаков, Игорь Александрович, Герой Советского Союза[8]
- Мальченко, Михаил Павлович, Герой Советского Союза[9]
- Ерошенко, Виктор Иванович, Герой Советского Союза[9]
- Карлов, Валентин Андреевич, Герой Советского Союза[9]

Другие известные выпускники Симферопольского аэроклуба:
- Белецкий Виктор Трофимович, лётчик-истребитель, кавалер ордена Красного Знамени, 27 декабря 1941 года направил горящий самолёт на скопление вражеской техники[8]
- Ворожбиев, Михаил Прокофьевич, лётчик-инструктор, орден Красного Знамени, орден Красной Звезды, два ордена Отечественной войны 1-й степени